# Liste der Baudenkmäler in Bonn

Stadtbezirk Beuel

Stadtbezirk Bonn

Stadtbezirk Hardtberg

Die folgenden Listen enthalten in der Denkmalliste ausgewiesene Baudenkmäler auf dem Gebiet der Stadt Bonn.
Basis ist die offizielle Denkmalliste der Stadt Bonn (Stand: 15. Januar 2021), die von der Unteren Denkmalbehörde geführt wird. Grundlage für die Aufnahme in die Denkmalliste ist das Denkmalschutzgesetz Nordrhein-Westfalens.
Die Liste ist nach Stadtbezirken und dann nach Ortsteilen sortiert.

Stadtbezirk Bad Godesberg

Liste der Baudenkmäler in Bad Godesberg mit den Ortsteilen
- Liste der Baudenkmäler im Bonner Ortsteil Alt-Godesberg
- Liste der Baudenkmäler im Bonner Ortsteil Friesdorf
- Im Ortsteil Godesberg-Nord ist kein Baudenkmal ausgewiesen.
- Liste der Baudenkmäler im Bonner Ortsteil Godesberg-Villenviertel
- Liste der Baudenkmäler im Bonner Ortsteil Heiderhof
- Liste der Baudenkmäler im Bonner Ortsteil Hochkreuz
- Liste der Baudenkmäler im Bonner Ortsteil Lannesdorf
- Liste der Baudenkmäler im Bonner Ortsteil Mehlem
- Liste der Baudenkmäler im Bonner Ortsteil Muffendorf
- Liste der Baudenkmäler im Bonner Ortsteil Pennenfeld
- Liste der Baudenkmäler im Bonner Ortsteil Plittersdorf
- Liste der Baudenkmäler im Bonner Ortsteil Rüngsdorf
- Liste der Baudenkmäler im Bonner Ortsteil Schweinheim

Liste der Baudenkmäler in Beuel mit den Ortsteilen
- Liste der Baudenkmäler im Bonner Ortsteil Beuel-Mitte
- Liste der Baudenkmäler im Bonner Ortsteil Beuel-Ost
- Liste der Baudenkmäler im Bonner Ortsteil Geislar
- Liste der Baudenkmäler im Bonner Ortsteil Hoholz
- Liste der Baudenkmäler im Bonner Ortsteil Holtorf
- Liste der Baudenkmäler im Bonner Ortsteil Holzlar
- Liste der Baudenkmäler im Bonner Ortsteil Küdinghoven
- Liste der Baudenkmäler im Bonner Ortsteil Limperich
- Liste der Baudenkmäler im Bonner Ortsteil Oberkassel
- Liste der Baudenkmäler im Bonner Ortsteil Pützchen-Bechlinghoven
- Liste der Baudenkmäler im Bonner Ortsteil Ramersdorf
- Liste der Baudenkmäler im Bonner Ortsteil Schwarzrheindorf/Vilich-Rheindorf
- Liste der Baudenkmäler im Bonner Ortsteil Vilich
- Liste der Baudenkmäler im Bonner Ortsteil Vilich-Müldorf

Liste der Baudenkmäler in Bonn (Stadtbezirk) mit den Ortsteilen
- Liste der Baudenkmäler im Bonner Ortsteil Auerberg
- Liste der Baudenkmäler im Bonner Ortsteil Bonn-Castell
- Liste der Baudenkmäler im Bonner Ortsteil Bonn-Zentrum
- Liste der Baudenkmäler im Bonner Ortsteil Buschdorf
- Liste der Baudenkmäler im Bonner Ortsteil Dottendorf
- Liste der Baudenkmäler im Bonner Ortsteil Dransdorf
- Liste der Baudenkmäler im Bonner Ortsteil Endenich
- Liste der Baudenkmäler im Bonner Ortsteil Graurheindorf
- Liste der Baudenkmäler im Bonner Ortsteil Gronau
- Liste der Baudenkmäler im Bonner Ortsteil Ippendorf
- Liste der Baudenkmäler im Bonner Ortsteil Kessenich
- Liste der Baudenkmäler im Bonner Ortsteil Lessenich/Meßdorf
- Liste der Baudenkmäler im Bonner Ortsteil Nordstadt
- Liste der Baudenkmäler im Bonner Ortsteil Poppelsdorf
- Liste der Baudenkmäler im Bonner Ortsteil Röttgen
- Liste der Baudenkmäler im Bonner Ortsteil Südstadt (A–K)
- Liste der Baudenkmäler im Bonner Ortsteil Südstadt (L–Z)
- Liste der Baudenkmäler im Bonner Ortsteil Tannenbusch
- Liste der Baudenkmäler im Bonner Ortsteil Ückesdorf
- Liste der Baudenkmäler im Bonner Ortsteil Venusberg
- Liste der Baudenkmäler im Bonner Ortsteil Weststadt

Liste der Baudenkmäler in Hardtberg mit den Ortsteilen
- Im Ortsteil Brüser Berg ist kein Baudenkmal ausgewiesen.
- Liste der Baudenkmäler im Bonner Ortsteil Duisdorf
- Liste der Baudenkmäler im Bonner Ortsteil Hardthöhe
- Liste der Baudenkmäler im Bonner Ortsteil Lengsdorf